# یوشیا تاکامورا
یوشیا تاکامورا (ژاپنی: 竹村 栄哉؛ زادهٔ ۶ دسامبر ۱۹۷۳) یک بازیکن فوتبال اهل ژاپن است.
از باشگاه‌هایی که در آن بازی کرده‌است می‌توان به باشگاه فوتبال شونان بلمار، باشگاه فوتبال میتو هولیهوک، باشگاه فوتبال اوئیتا ترینیتا، اشگاه فوتبال اومیا آردیجا، باشگاه فوتبال ساگان توسو و باشگاه فوتبال و-واران ناگاساکی اشاره کرد.